# 7545 Смаукльоса
7545 Смаукльоса (7545 Smaklösa) — астероїд головного поясу, відкритий 28 липня 1978 року.
Тіссеранів параметр щодо Юпітера — 3,574.